# Comté de Fayette (Géorgie)
Pour les articles homonymes, voir Comté de Fayette.
Le comté de Fayette est l'un des comtés de l'État de Géorgie. Le chef-lieu du comté se situe à Fayetteville.

## Démographie
| 1830  | 1840  | 1850  | 1860  | 1870  | 1880  |
| ----- | ----- | ----- | ----- | ----- | ----- |
| 5 504 | 6 191 | 8 709 | 7 047 | 8 221 | 8 605 |

| 1890  | 1900   | 1910   | 1920   | 1930  | 1940  |
| ----- | ------ | ------ | ------ | ----- | ----- |
| 8 728 | 10 114 | 10 966 | 11 396 | 8 665 | 8 170 |

| 1950  | 1960  | 1970   | 1980   | 1990   | 2000   |
| ----- | ----- | ------ | ------ | ------ | ------ |
| 7 978 | 8 199 | 11 364 | 29 043 | 62 415 | 91 263 |

| 2010    | 2020    | - | - | - | - |
| ------- | ------- | - | - | - | - |
| 106 567 | 119 194 | - | - | - | - |